# Nybohovsberget

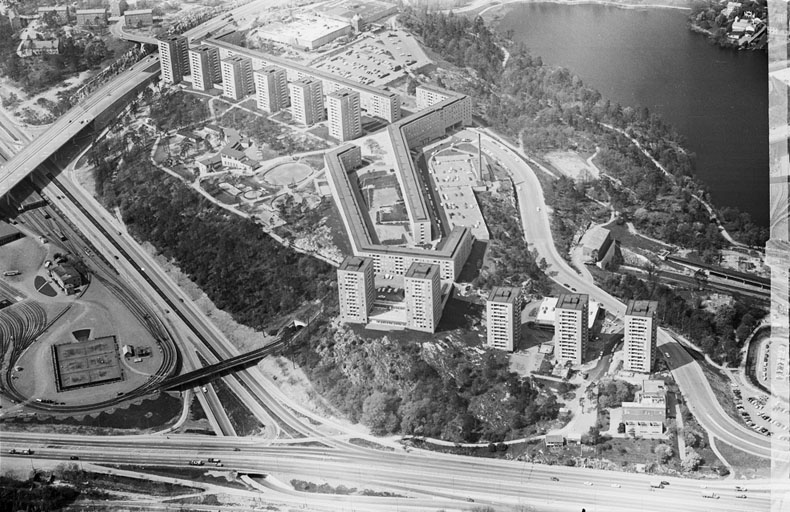
Flygbild över Nybohovsberget 1967.

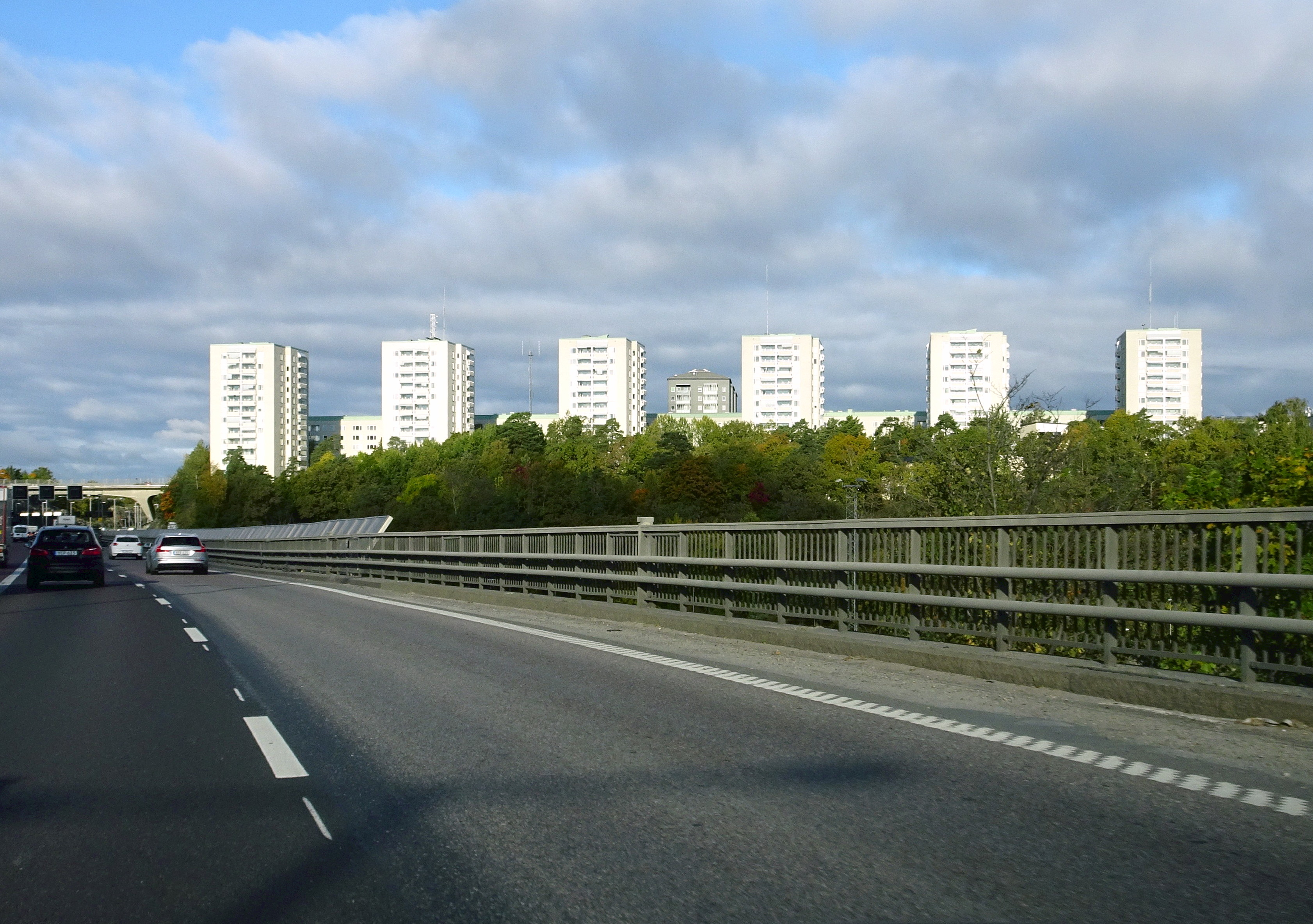
Nybohovsbergets sex punkthus sedda från Essingeleden, 2020.

Nybohovsberget är ett bebyggt berg i stadsdelen Liljeholmen i södra Stockholm.

## Beskrivning

### Berget
Berget når 58 meter över havet och ligger söder om sjön Trekanten, mellan Liljeholmstorget, Essingeleden och Hägerstensvägen–Södertäljevägen. Uppgången till berget går via Nybohovsbacken från Liljeholmstorget alternativt via Nybohovsviadukten över Essingeleden från Aspudden.

### Nybohov
På Nybohovsberget ligger bostadsområdet Nybohov som är bebyggt med flera höghus i 10–14 våningar och skivhus i 3–5 våningar. Högst upp återfinns Nybohovs vattenreservoar, ursprungligen byggd 1900–1904, ombyggd 1959–1963. Nybohovshissen går i en tunnel genom Nybohovsberget mellan Nybohov och Liljeholmens tunnelbanestation.
Innan berget bebyggdes med bostäder var det en populär samlingspunkt för mc-åkare med bland annat verkstad, servering och danslokal. Allt skedde i FMCK:s regi i de gamla militära anläggningarna som fanns där.

## Bilder

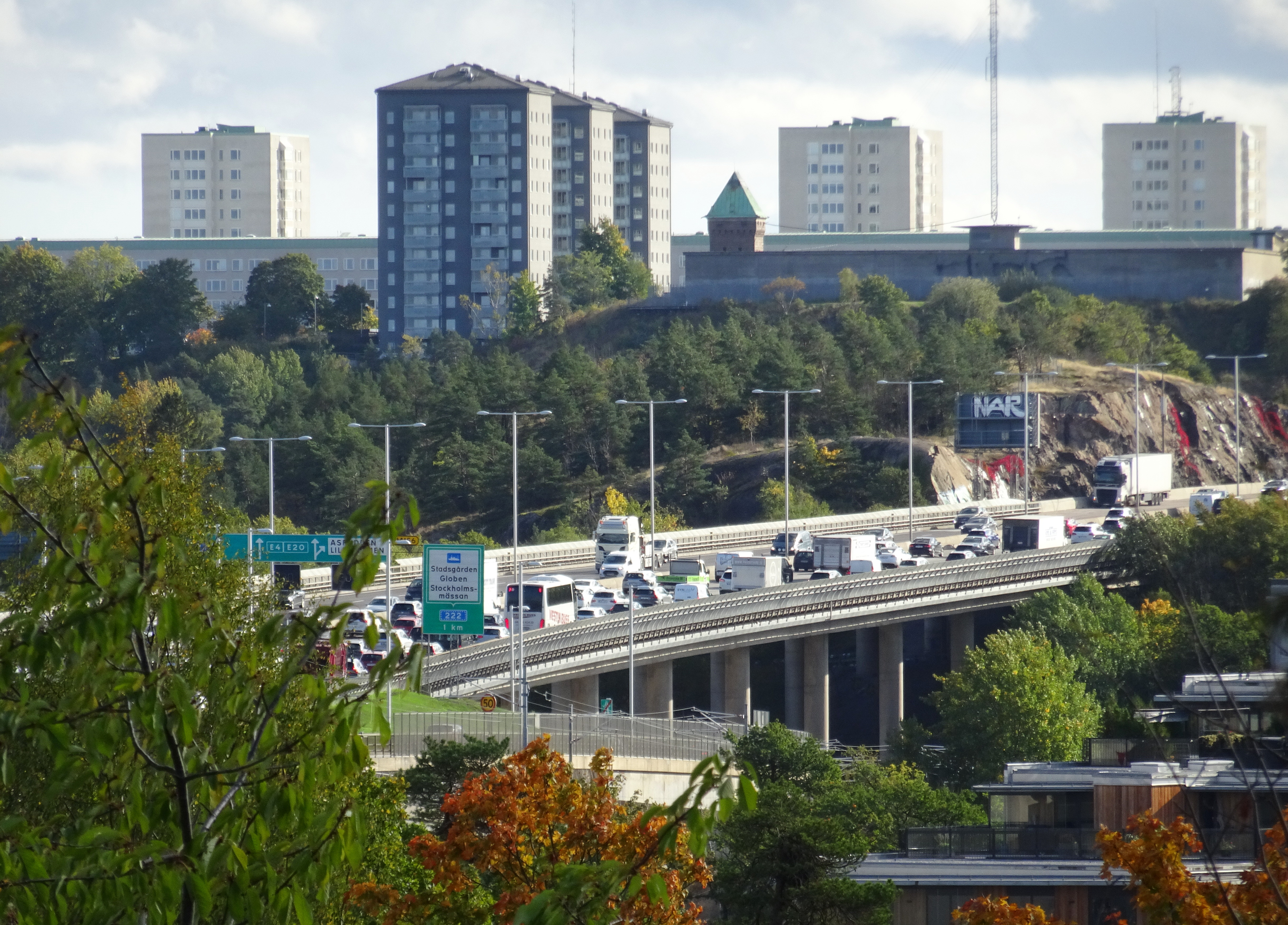
Nybohovsberget och Essingeleden, vy från Stora Essingen
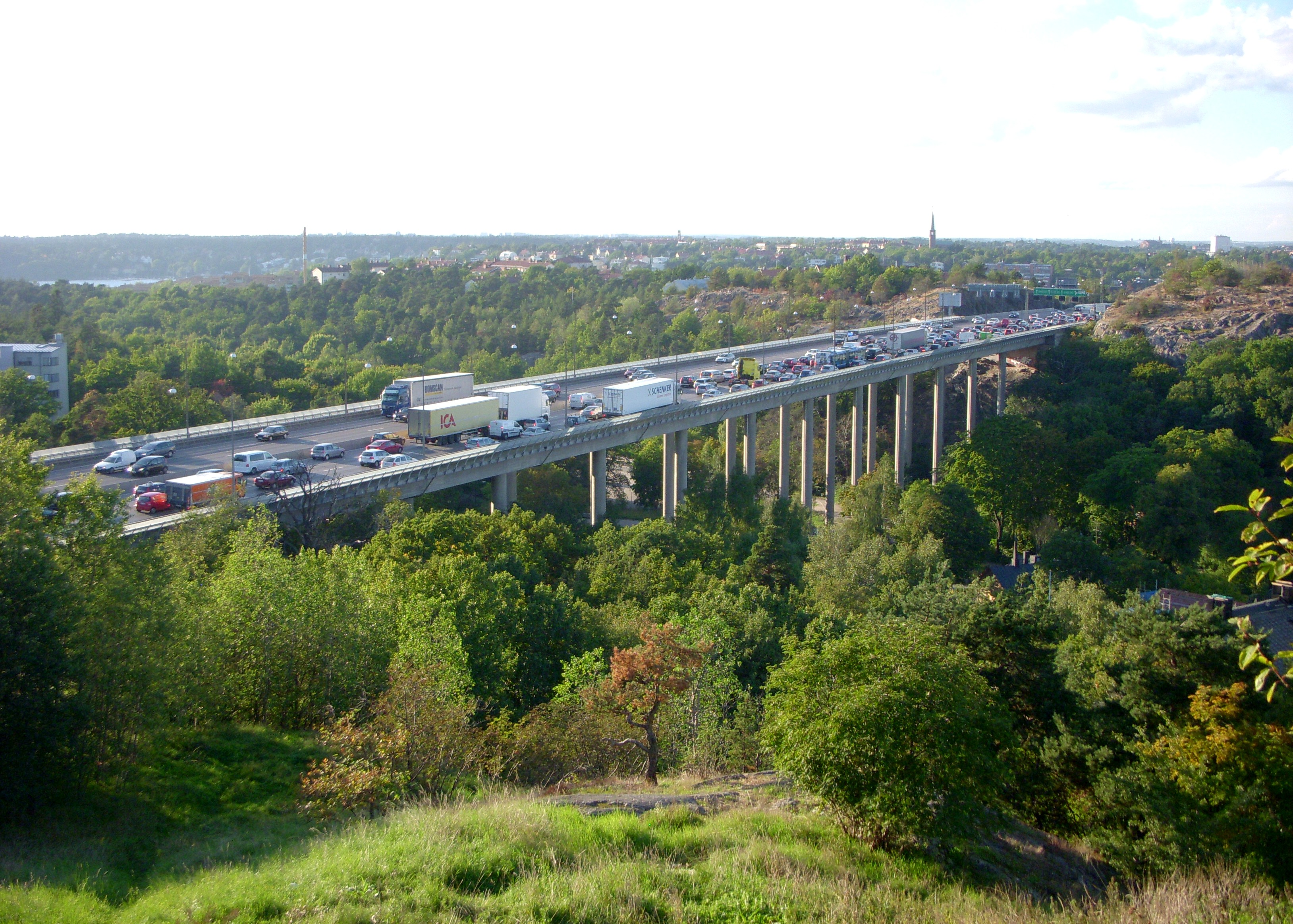
Utsikt mot nordväst över Blommensbergsviadukten
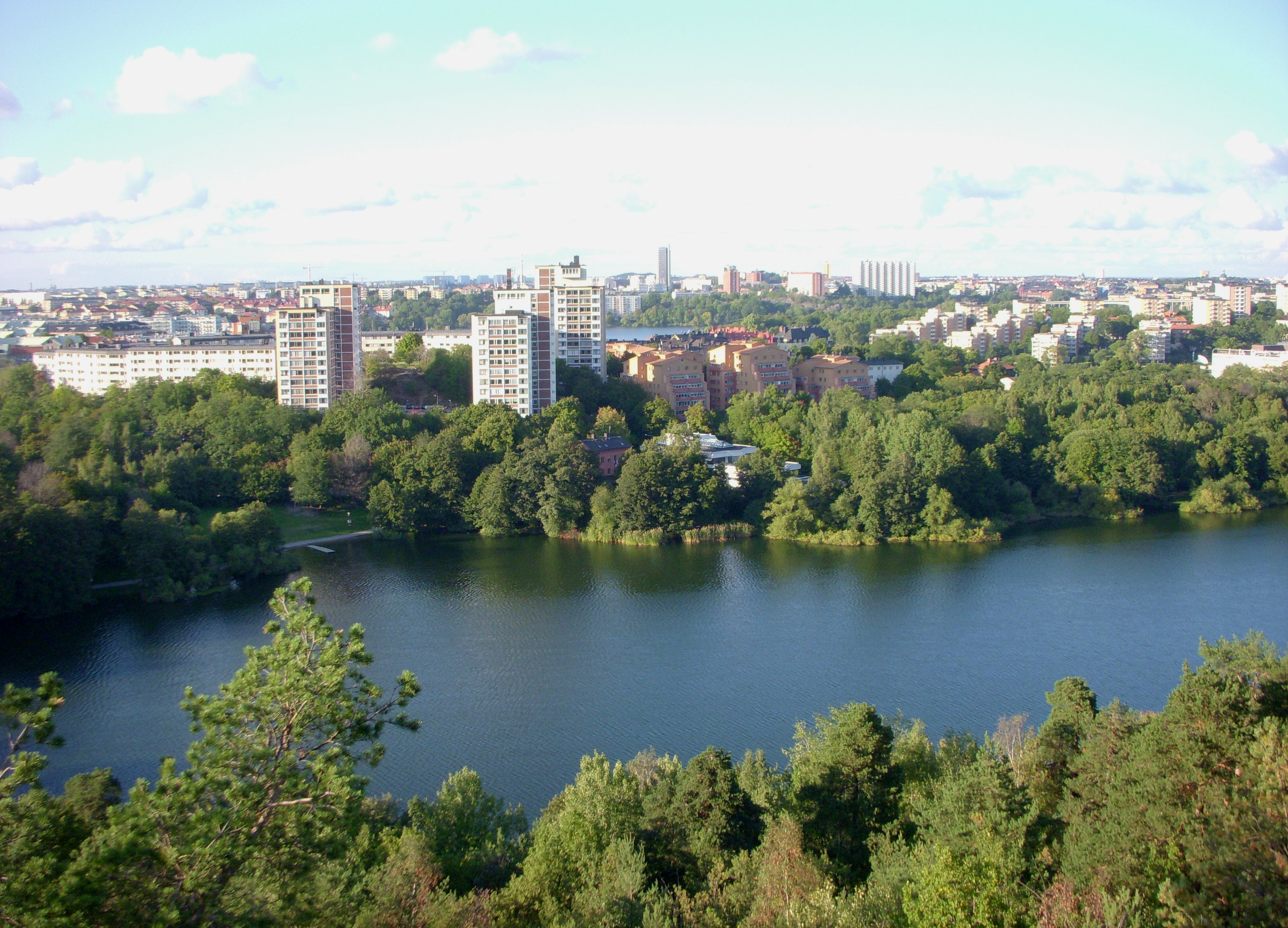
Utsikt mot nordost över sjön Trekanten
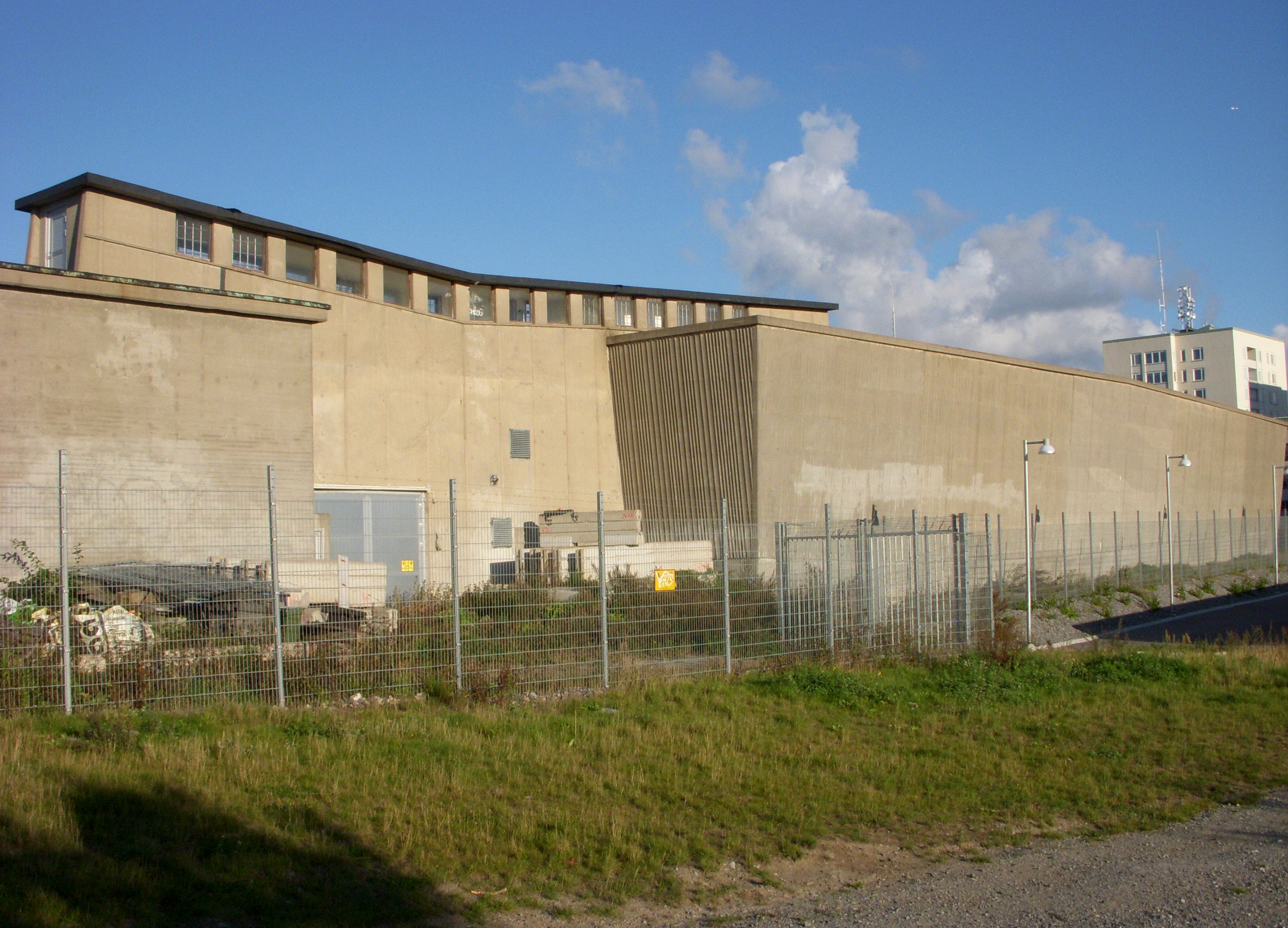
Nybohovsreservoarens fasad mot syd
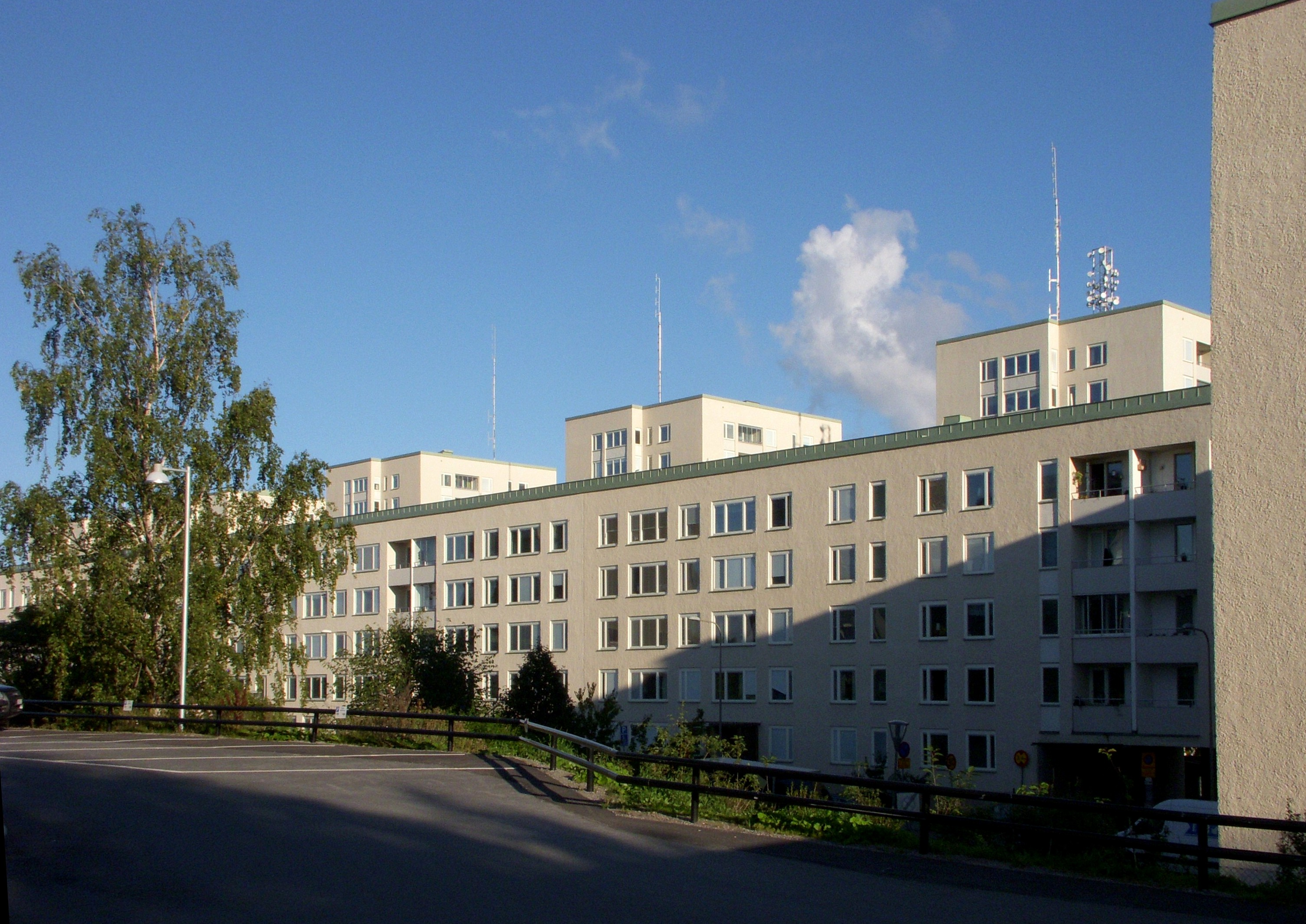
Skivhus på Nybohovsberget